# Settimana Ciclistica Lombarda 2006
La Settimana Ciclistica Lombarda 2006, trentaseiesima edizione della corsa, si svolse dal 5 al 9 aprile su un percorso di 774 km ripartiti in 5 tappe, con partenza a Brignano Gera d'Adda e arrivo a Bergamo. Fu vinta dall'olandese Robert Gesink della Rabobank CT davanti al bielorusso Aliaksandr Kuschynski e all'italiano Graziano Gasparre.

## Tappe
| Tappa  | Data     | Percorso                                    | km    | Vincitore di tappa | Leader cl. generale |
| ------ | -------- | ------------------------------------------- | ----- | ------------------ | ------------------- |
| 1ª     | 5 aprile | Brignano Gera d'Adda > Brignano Gera d'Adda | 156,4 | Tom Stamsnijder    | Tom Stamsnijder     |
| 2ª     | 6 aprile | Brusaporto > Brusaporto                     | 161,4 | Gabriele Balducci  | Tom Stamsnijder     |
| 3ª     | 7 aprile | Vertova > Vertova                           | 144   | Robert Gesink      | Robert Gesink       |
| 4ª     | 8 aprile | Roncadelle > Roncadelle                     | 162   | Graziano Gasparre  | Robert Gesink       |
| 5ª     | 9 aprile | Bottanuco > Bergamo                         | 150   | Eddy Ratti         | Robert Gesink       |
| Totale | Totale   | Totale                                      | 774   |                    |                     |

## Dettagli delle tappe

### 1ª tappa
- 5 aprile: Brignano Gera d'Adda > Brignano Gera d'Adda – 156,4 km

| Pos. | Corridore         | Squadra      | Tempo    |
| ---- | ----------------- | ------------ | -------- |
| 1    | Tom Stamsnijder   | Rabobank CT  | 3h25'14" |
| 2    | Stefan Cohnen     | Naturino     | a 2"     |
| 3    | Drasutis Stundzia | Amore & Vita | s.t.     |

| Pos. | Corridore       | Squadra     | Tempo    |
| ---- | --------------- | ----------- | -------- |
| 1    | Tom Stamsnijder | Rabobank CT | 3h25'14" |

### 2ª tappa
- 6 aprile: Brusaporto > Brusaporto – 161,4 km

| Pos. | Corridore         | Squadra      | Tempo    |
| ---- | ----------------- | ------------ | -------- |
| 1    | Gabriele Balducci | Acqua & Sap. | 3h46'35" |
| 2    | Zoran Klemenčič   | Adria Mobil  | s.t.     |
| 3    | Evgenij Popov     | Rabobank CT  | s.t.     |

| Pos. | Corridore       | Squadra     | Tempo    |
| ---- | --------------- | ----------- | -------- |
| 1    | Tom Stamsnijder | Rabobank CT | 7h11'49" |

### 3ª tappa
- 7 aprile: Vertova > Vertova – 144 km

| Pos. | Corridore     | Squadra     | Tempo    |
| ---- | ------------- | ----------- | -------- |
| 1    | Robert Gesink | Rabobank CT | 3h39'54" |
| 2    | Eddy Ratti    | Naturino    | a 11"    |
| 3    | Devis Miorin  | Endeka      | s.t.     |

| Pos. | Corridore     | Squadra     | Tempo     |
| ---- | ------------- | ----------- | --------- |
| 1    | Robert Gesink | Rabobank CT | 10h51'53" |

### 4ª tappa
- 8 aprile: Roncadelle > Roncadelle – 162 km

| Pos. | Corridore         | Squadra       | Tempo    |
| ---- | ----------------- | ------------- | -------- |
| 1    | Graziano Gasparre | Amore & Vita  | 4h16'47" |
| 2    | Marco Osella      | 3C Casalinghi | s.t.     |
| 3    | Miha Svab         | Adria Mobil   | s.t.     |

| Pos. | Corridore     | Squadra     | Tempo     |
| ---- | ------------- | ----------- | --------- |
| 1    | Robert Gesink | Rabobank CT | 15h08'40" |

### 5ª tappa
- 9 aprile: Bottanuco > Bergamo – 150 km

| Pos. | Corridore        | Squadra      | Tempo    |
| ---- | ---------------- | ------------ | -------- |
| 1    | Eddy Ratti       | Naturino     | 3h32'56" |
| 2    | Martin Mareš     | Naturino     | a 27"    |
| 3    | Giuseppe Palumbo | Acqua & Sap. | a 38"    |

| Pos. | Corridore             | Squadra           | Tempo     |
| ---- | --------------------- | ----------------- | --------- |
| 1    | Robert Gesink         | Rabobank CT       | 18h42'14" |
| 2    | Aliaksandr Kuschynski | Ceramica Flaminia | a 30"     |
| 3    | Graziano Gasparre     | Amore & Vita      | s.t.      |

## Classifiche finali

### Classifica generale
| Pos. | Corridore             | Squadra           | Tempo     |
| ---- | --------------------- | ----------------- | --------- |
| 1    | Robert Gesink         | Rabobank CT       | 18h42'14" |
| 2    | Aliaksandr Kuschynski | Ceramica Flaminia | a 30"     |
| 3    | Graziano Gasparre     | Amore & Vita      | s.t.      |
| 4    | Miha Svab             | Adria Mobil       | s.t.      |
| 5    | Valerio Agnoli        | Naturino          | s.t.      |
| 6    | Marco Osella          | 3C Casalinghi     | s.t.      |
| 7    | Dainius Kairelis      | Amore & Vita      | a 34"     |
| 8    | William Walker        | Rabobank CT       | a 1'32"   |
| 9    | Eddy Ratti            | Naturino          | a 1'57"   |
| 10   | Davide Bragazzi       | Team Endeka       | a 2'31"   |